# Gouvernement Vranitzky I
 (août 2023).
Si vous disposez d'ouvrages ou d'articles de référence ou si vous connaissez des sites web de qualité traitant du thème abordé ici, merci de compléter l'article en donnant les références utiles à sa vérifiabilité et en les liant à la section « Notes et références ».
IIe République d'Autriche
Sinowatz Vranitzky II
Le gouvernement Vranitzky I (en allemand : Bundesregierung Vranitzky I) est le gouvernement fédéral autrichien entre le 16 juin et le 25 novembre 1986, durant la seizième législature du Conseil national.

## Majorité et historique
Dirigé par le nouveau chancelier fédéral social-démocrate Franz Vranitzky, précédemment ministre fédéral des Finances, ce gouvernement est constitué et soutenu par une « coalition rouge-bleue » entre le Parti socialiste d'Autriche (SPÖ) et le Parti libéral d'Autriche (FPÖ), qui disposent ensemble de 102 députés sur 183, soit 55,7 % des sièges au Conseil national.
Il est formé à la suite de la démission du chancelier Fred Sinowatz et succède à son gouvernement, formé d'une coalition identique. Opposé à la candidature du conservateur Kurt Waldheim à l'élection présidentielle de mai-juin 1986, en raison de son passé nazi, Sinowatz remet sa démission après la victoire du candidat du Parti populaire autrichien (ÖVP), et le SPÖ décide de le remplacer par le ministre fédéral des Finances.
À peine trois mois plus tard, lors du congrès fédéral du FPÖ, Jörg Haider, représentant du courant nationaliste et pan-germaniste du parti, remporte la présidence contre le vice-chancelier Norbert Steger, figure de la tendance libérale pro-européenne. Prenant acte de ce revirement idéologique, Vranitzky convoque des élections législatives anticipées pour le 23 novembre 1986. À la suite de ce scrutin, le chancelier est reconduit dans ses fonctions après avoir formé une « grande coalition » avec l'ÖVP et constitué le gouvernement Vranitzky II.

## Composition
- Par rapport au gouvernement Sinowatz, les nouveaux ministres sont indiqués en gras, ceux ayant changé d'attributions en italique.

| Fonction                                                                             | Titulaire | Titulaire                 | Parti |
| ------------------------------------------------------------------------------------ | --------- | ------------------------- | ----- |
| Chancelier fédéral                                                                   |           | Franz Vranitzky           | SPÖ   |
| Vice-chancelier Ministre fédéral du Commerce, de l'Artisanat et de l'Industrie       |           | Norbert Steger            | FPÖ   |
| Ministre fédéral des Affaires étrangères                                             |           | Peter Jankowitsch         | SPÖ   |
| Ministre fédéral de la Protection sociale                                            |           | Alfred Dallinger          | SPÖ   |
| Ministre fédéral des Finances                                                        |           | Ferdinand Lacina          | SPÖ   |
| Ministre fédéral de la Santé et de la Protection de l'environnement                  |           | Franz Kreuzer             | SPÖ   |
| Ministre fédéral de l'Intérieur                                                      |           | Karl Blecha               | SPÖ   |
| Ministre fédéral de la Justice                                                       |           | Harald Ofner              | FPÖ   |
| Ministre fédéral de l'Agriculture et des Forêts                                      |           | Erich Schmidt             | SPÖ   |
| Ministre fédéral de l'Économie publique et des Transports                            |           | Rudolf Streicher          | SPÖ   |
| Ministre fédéral de la Défense nationale                                             |           | Helmut Krünes             | FPÖ   |
| Ministre fédéral de la Famille, de la Jeunesse et de la Protection des consommateurs |           | Gertrude Fröhlich-Sandner | SPÖ   |
| Ministre fédéral de l'Enseignement, des Arts et des Sports                           |           | Herbert Moritz            | SPÖ   |
| Ministre fédéral des Travaux publics et de la Technologie                            |           | Heinrich Übleis           | SPÖ   |
| Ministre fédéral de la Science et de la Recherche                                    |           | Heinz Fischer             | SPÖ   |
| Ministre fédéral sans portefeuille                                                   |           | Franz Löschnak            | SPÖ   |